# Geschiedenis van Galicië (Spanje)

De chrono-geografische evolutie van het gebied dat in de loop van de tijd de naam Galicië heeft gekregen, in zijn verschillende taalvormen.

Galicië

## Paleolithicum tot en met Romeinen
Opgravingen hebben aangetoond dat Galicië wordt bewoond sinds het Paleolithicum. Gedurende de metaaltijdperken onderhielden de bewoners relaties met Tartessos, met de Feniciërs, de Bretons en de Schotten.zie Atlantische bronstijd. 
De eerste belangrijke nederzettingen werden in de zesde eeuw voor Christus in Galicië door de Kelten gesticht. De Romeinen kwamen in 138 v.Chr. in het Noordwestelijk deel van Spanje aan, maar het was pas in de tijd van keizer Augustus (63 v.Chr. – 14) dat Galicië werd ingelijfd bij Hispania Tarraconensis en de provincie Gallaecia werd gesticht.
De Romeinse invloed is vooral terug te vinden in de landbouw en in de mijnbouw. In de vijfde eeuw werd de provincie bezet door de Sueben en Vandalen. De Sueben werden anderhalve eeuw later verdreven door de Visigoten, die het christendom introduceerden, met als belangrijkste vertegenwoordiger Sint Maarten van Dumio, die de bijnaam van “Apostel van de Sueven” kreeg.

## Van Alfons I tot en met de Reyes Católicos

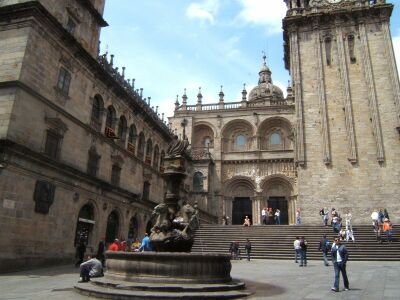
Kathedraal van Santiago de Compostella.

De bezetting door de Moren had nauwelijks invloed op dit deel van Spanje. Tijdens de Reconquista ontstonden in Spanje verschillende kleine koninkrijken.
Het eerste was het koninkrijk van Asturië, later volgden het koninkrijk Aragón en het koninkrijk Navarra. Galicië was onafhankelijk totdat het door Alfonso I (693–757) werd veroverd. Diens opvolger, zijn zoon Fruela, ook wel Favila of Fáfila genoemd, zorgde ervoor dat de Mozaraben de provincie binnenkwamen. De Galiciërs kwamen hiertegen in verzet, en Fruela moest een opstand onderdrukken.
Na het overlijden van Alfons III in 910 werd het koninkrijk van Asturië onder zijn zonen verdeeld. Ordoño II van León verkreeg Galicië. Zo ontstond het koninkrijk van Galicië.
In de daaropvolgende eeuwen kwam de bevolking van Galicië herhaaldelijk in opstand tegen het centrale gezag.
Vanaf de negende tot en met de elfde eeuw volgden invasies door de Noormannen. In 977 werd de kathedraal van Santiago bij een van deze invallen vernield.
Toen Ferdinand I (1016-1065) stierf, werd Galicië opnieuw een apart koninkrijk, dat echter in 1077 weer door het koninkrijk van León werd ingelijfd. In 1107 regeerden de koningin Urraca van Castilië (1082-1126) en haar zoon Alfonso Raimúndez. Een groep edelen en de bisschop van Santiago de Compostella Diego Gelmírez probeerden zich de macht toe te eigenen, hetgeen ontaardde in een serie opstanden waarbij de in omvang groeiende burgerij een belangrijke rol speelde.
De burgerij kreeg steun van de koningen Ferdinand II en Alfons IX van León. Galicië werd belangrijker dan León, en het belang van Santiago de Compostella als politiek en cultureel centrum speelde hierbij een belangrijke rol. De stad werd een pelgrimsoord waar gelovigen uit heel Europa naartoe trokken.
Tijdens het bewind van Ferdinand III(1217-1230) werd Galicië ingelijfd bij het koninkrijk van Castilië en León.
Beroemd zijn de opstanden in de vijftiende eeuw van de zogeheten Irmandiños, broederschappen van burgers, boeren en lagere adel. Deze broederschappen vochten, met steun van de koning, tegen een tirannieke hogere adel.

Vanaf de Reyes Católicos (1469), en het begin van de eenwording van Spanje, hoort Galicië bij het koninkrijk van Spanje.

Om onbekende redenen had Galicië geen stem in de Cortes, de adviesraad van de koning. Deze stem werd vergeven aan Zamora. De koning stelde een gouverneur aan die namens hem dit deel van het koninkrijk moest beheren.

## 16e tot en met de 19e eeuw

### De Inquisitie in Galicië
Koning Ferdinand II hanteerde de religieuze haat van de bevolking tegen joden en moslims om de nationale eenheid te bevorderen. In Galicië leidde dit tot Jodenvervolging in Ribadavia, en tot de heksenverbranding in Cangas.
Omdat het Castiliaans tot de officiële taal werd uitgeroepen werd het Galicisch als taal vanaf het einde van de vijftiende tot aan de negentiende eeuw ondergeschikt.

### Tijdens en na de oorlogen met Engeland en Nederland
In 1585 viel de Engelse admiraal Francis Drake de stad Bayona aan en plunderde de stad. Daarna probeerde hij Vigo aan te vallen, maar werd door Spaanse troepen terug naar zee verdreven. In 1588 kwamen de resten van de Spaanse Armada in Galicië aan. In 1589 viel Drake met een vloot en 20.000 man de stad A Coruña aan. De inwoners verdedigden de stad echter met succes, onder aanvoering van de legendarische María Pita.
In 1623 wist Galicië tegen betaling een stem in de Cortes van de koning van Spanje, toentertijd Filips IV, te verkrijgen.
Gedurende de regering van het Huis van Habsburg (tot aan het jaar 1700) werd de rol van Galicië steeds minder belangrijk. De bevolking daalde in aantal. Er volgde een economische achteruitgang die mede te wijten was aan oorlogen met Portugal, Engeland en Nederland en het besluit van de monarchie om de havens te sluiten, om protestantse invloeden te weren.
Gedurende het regime van de Bourbons, groeide de bevolking van 600.000 tot 1.140.000 inwoners in de loop van de achttiende eeuw, en er kwam een belangrijke visindustrie tot stand, mede door de investeringen van geïmmigreerde Catalanen.

### Onafhankelijkheidsoorlog tegen Frankrijk
Op 3 januari 1809 vielen de troepen van Napoleon Galicië binnen. Het verzet was echter hevig en reeds in juni waren de Franse troepen totaal verdreven. Hele dorpen werden op de terugtocht door de Fransen geplunderd, verwoest en uitgemoord.
In 1820 keerden de Galiciërs zich tegen de koning Ferdinand VII en in de oorlog tussen de Isabelinos en Carlisten steunden zij de eerste groep. Er volgde een periode van politieke intriges, het liberalisme stak de kop op en in 1846 vond een revolutie plaats die door koninklijke troepen werd onderdrukt.
Het feodale systeem en het feit dat veel land eigendom was van de kerk waren oorzaken van een toenemende armoede. Zo werd Galicië een land van emigranten, en hier is tot op de dag van vandaag geen verandering in gekomen.

## 20e eeuw
Op 28 juni 1936 werd er een statuut van onafhankelijkheid aangenomen, (Estatuto de Autonomía de Galicia), om een beperkt zelfbestuur te kunnen invoeren. Dit bleef zonder invloed vanwege het uitbreken van de Spaanse Burgeroorlog en het daaropvolgende regime van dictator Franco.
De dictatuur zorgde ervoor dat de traditionele machtsverhoudingen tussen de rijke landadel en de arme boerenbevolking gehandhaafd bleven en de provincie profiteerde nauwelijks van de economische vooruitgang, hetgeen de emigratie versterkte. Veel Galiciërs zochten werk in andere Spaanse provincies, en veel trokken naar Zuid-Amerika, Zwitserland en West-Duitsland.

## Na de dood van Franco
In maart 1978 werd er een voorlopige autonomie uitgeroepen en in juni van dat jaar presenteerden de Galicische partijen in het Spaanse parlement een nieuw project voor een statuut van zelfbestuur. Dit Estatuto de Autonomia de Galicia trad op 18 mei 1981 in werking.

Bij de verkiezingen van 1981 behaalde de Alianza Popular de overwinning en haar kandidaat werd president van de Xunta de Galicia (raad van bestuur van Galicië).
In 1987 werd de socialistische kandidaat González Laxe president van de Xunta de Galicia, en van 1989 tot 2005 werd het ambt bekleed door Manuel Fraga, een voormalige minister uit het Franco-regime.

## Vanaf 2005
Sinds 2005 regeerde een coalitie van PSOE en de nationalistische partij de BNG. Emilio Pérez Touriño (PSOE) was president van de Xunta. Op 1 maart 2009 werden er in Galicië opnieuw verkiezingen gehouden. De verkiezingen werden gewonnen door de conservatieve Partido Popular (PP) met een absolute meerderheid van 47,09% van de stemmen. De socialisten (PSdeG en de PSOE) behaalden 29,93% en de nationalistische partij BNG 16,57%. Dit betekende het einde van de regeringscoalitie van PSOE en BNG.
De Partido Popular is nu de regerende partij met 38 zetels in het parlement van Galicië. De president van de Xunta de Galicia is Alfonso Rueda Valenzuela, die Alberto Núñez Feijóo in 2022 opvolgde. Feijóo heeft in de tien jaar dat hij aan de macht was in de regio (2012-2022) stevig zijn stempel op de regionale politiek gedrukt. In 2022 vertrok hij naar de landelijke politiek en werd partijleider van de PP.